# Portrush
Portrush (iriska: Port Rois) är ett samhälle i distriktet Causeway Coast and Glens i Antrim, Nordirland. Samhället är en kuststad med turismen som sin viktigaste näringsväg. I Portrush finns bland annat ett vattenland kallat Waterworld. Portrush hade år 2021 totalt 6 150 invånare.
I den ena änden av den långa sandstranden har vågorna skapat ovanliga former i den mjuka kalkstenen, bland annat den mer än fem meter långa grottan Cathedral Cave.

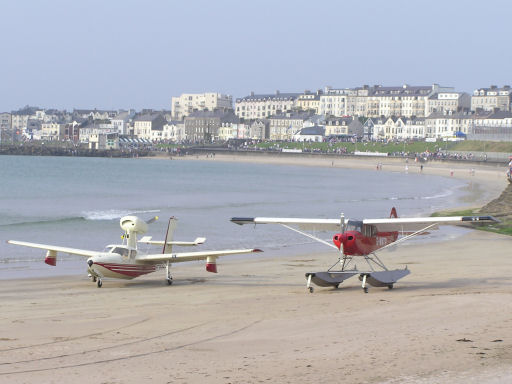
Portrush

Många av University of Ulsters studenter i Coleraine bor i Portrush.
Andra saker som Portrush är kända för är bland annat Royal Portrush Golf Club.